# Bosquerola citrina
La bosquerola citrina (Myiothlypis luteoviridis) és un ocell de la família dels parúlids (Parulidae).

## Hàbitat i distribució
Habita la selva pluvial, vegetació secundària i espesures de bambú dels Andes de Colòmbia, sud-oest de Veneçuela i a través de l'Equador fins al sud-est del Perú i oest de Bolívia.

## Taxonomia
Aquesta espècie ha estat classificada en 5 subespècies:
- Myiothlypis luteoviridis luteoviridis (Bonaparte, 1845).
- Myiothlypis luteoviridis quindiana (Meyer de Schauensee, 1946).
- Myiothlypis luteoviridis richardsoni (Chapman, 1912).
- Myiothlypis luteoviridis striaticeps	Cabanis, 1873.
- Myiothlypis luteoviridis euophrys (Sclater, PL et Salvin, 1876).

Altres autors classifiquen les dues últimes subespècies com espècies de ple dret, considerant per tant l’existència de tres espècies en total:
- Myiothlypis luteoviridis (sensu stricto) - bosquerola citrina septentrional[4]
- Myiothlypis striaticeps - bosquerola citrina del Perú.[5] Del nord i centre del Perú.
- Myiothlypis euophrys - bosquerola citrina de Bolívia.[6] Des del sud del Perú fins Bolívia central.